# Гарбузин (Черкаський район)
Гарбузи́н — село в Україні, у Черкаському районі Черкаської області, підпорядковане Корсунь-Шевченківській міській громаді. Населення становить 1662 осіб. Відстань до центру громади становить близько 5 км і проходить автошляхом Т 2403.
У Гарбузині розміщений Гарбузинський НВК, садок. У Гарбузинському НВК навчається приблизно 200 осіб. Біля садка є пам'ятник загиблим військовим.
Існує також багато суперечок про кордон між м. Корсунь-Шевченківський та с. Гарбузин. Насправді, кордон між с. Гарбузин та м. Корсунь-Шевченківський проходить по вулиці 9 Травня, яка належить до району вокзалу, який відноситься до м. Корсунь-Шевченківський.

## Історія
За археологічними даними поблизу села відомо 8 курганів, поселення трипільської, скіфської, черняхівської, зарубинецької культур, слов'янське та руське. У першій половині XVI ст. на місці Гарбузина існував уход Арагеєв. За описом Канівського замку 1552 р. Арагеєв належав Києво-Печерському монастирю. Там була одна пасіка і боброві гони. У 1707 році згідно грамоти гетьмана Івана Мазепи належало Корсунському Свято-Онуфріївському монастирю як Гарбузинський хутір. У ХІХ ст. в селі була церква, Свято-Онуфріївський монастир, церковно-парафіяльна школа, державна винна крамниця, 2 вітряні млини, 2 кузні та пожежна частина. Під час Другої світової війни село було відбите у нацистів 13 лютого 1944 року. У братській могилі поховано 81 радянського воїна.

## Відомі люди
- Шевченко Павло Васильович — професор, доктор технічних наук (1966), учений у галузі залізничного транспорту.
- Чуприна Олексій Сергійович — бандурист.
- Жур Петро Володимирович — український і російський письменник, літературознавець, перекладач, журналіст, лауреат Шевченківської премії (1980).